# Теаотаи, Ата
Ата Теаотаи (англ. Ata Teaotai) — государственный и политический деятель Кирибати, временно исполняющий обязанности президента Кирибати как председатель Государственного парламента страны.
В 1978 году он был частью делегации, которая вела переговоры о независимости Кирибати от Великобритании.